# 주앙 1세 (콩고)
주앙 1세(João I)는 콩고 왕국의 마니콩고이다.

## 같이 보기
- 콩고의 군주 목록
- 앙골라의 역사
- 은징가 음반데